# Митьков Михайло Фотійович

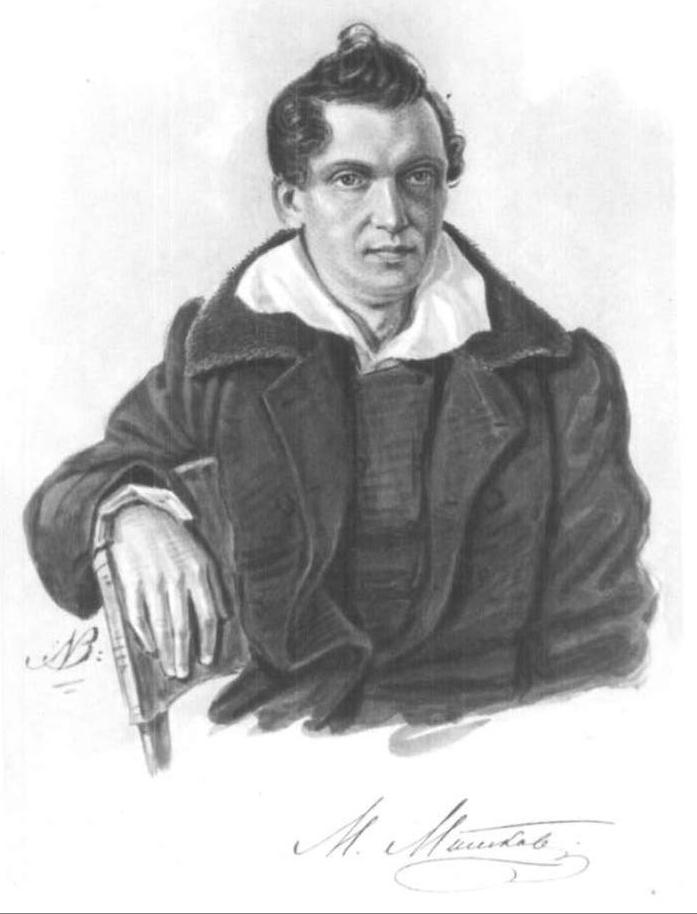
Митьков Михайло Фотійович. 1836 рік. Акварель Миколи Бестужева

Митьков Михайло Фотійович (1791 — 23 жовтня 1849) — декабрист, полковник лейб-гвардії Фінляндського полку. Метеоролог.

## Біографія

### Служба
З дворян Володимирській губернії. Батько — майор, потім надвірний радник Фотій Михайлович Митьков, мати — Олександра Максимівна Демидова. За батьком в Пензенській і Володимирської губерніях 1420 душ. Михайло Митьков при розділі в 1823 році отримав 190 душ у Володимирській губернії, і за заповітом батька за ним залишився отриманий раніше маєток. Виховувався в 2 кадетському корпусі, куди вступив 3 березня 1804 року, випущений прапорщиком з призначенням у імператорський батальйон міліції (згодом в лейб-гвардії Ізмайловський полк) — 10 грудня 1806 року, учасник війни 1807, учасник франко-російської війни 1812 року і закордонних походів російської армії 1813–1814 років. Полковник — 26 січня 1818 року, з 9 січня 1824 року в відпустці за кордоном для лікування хвороби, в вересні 1825 року повернувся до Росії і жив спочатку в селі у Володимирській губернії, а потім у Москві.

### Декабрист

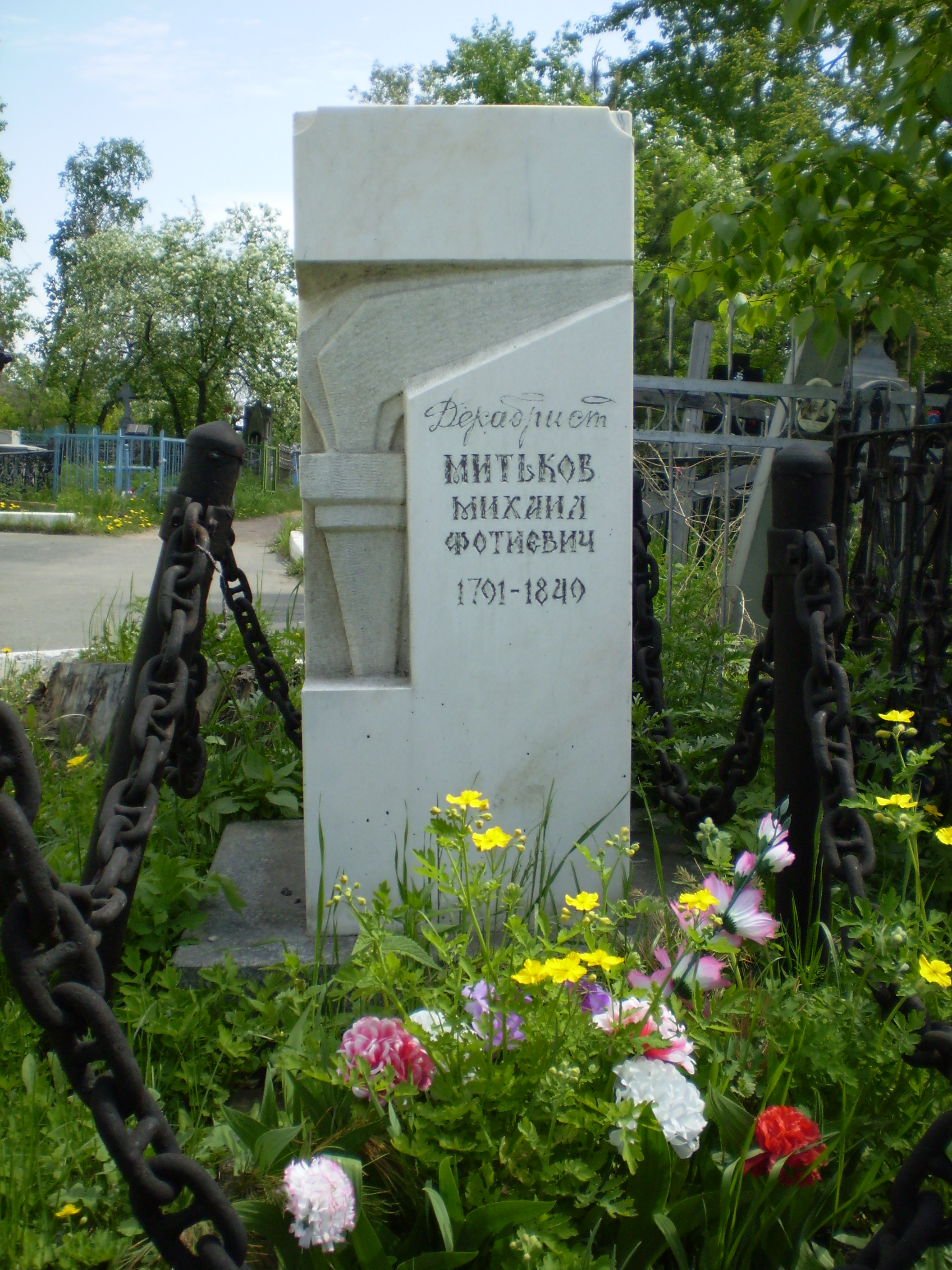
Пам'ятник Митьково М. Ф. на місці ймовірного поховання.1980 рік.

Масон, член ложі «Сполучених друзів» (1816–1821).
Член Північного товариства (з 1821 року), учасник підготовки до повстання в Москві в грудні 1825 року.
Наказ про арешт — 27 грудня 1825 року, заарештований у Москві — 29 грудня, доставлено в Петербург до Петропавловської фортеці — 2 січня 1826 року. Засуджений за II розрядом і по конфірмації 10 липня 1826 року засуджений на каторжні роботи на 20 років, термін скорочений до 15 років — 22 серпня 1826 року. Відправлений до Свеаборгської в березні 1828 року. Відправлений до Сибіру — 24 квітня 1828 року, прибув до Іркутська — 18 червня 1828 року. Покарання відбував у Читинському острозі і Петровському заводі. Прибув в Петровський завод у вересні 1830 года, термін скорочений до 10 років — 8 листопада 1832 року. Після відбуття терміну у 1835 році призначений на поселення в с. Олхінское Іркутського округу, але через сухоти тимчасово залишений в Іркутську. Дозволено відправити у Красноярськ — 17 листопада 1836 року. У Красноярську Митьков першим на Єнісеї почав метеорологічні спостереження. Михайло Фотійович, протягом десяти років вів щоденні спостереження. Помер в Красноярську від сухоти. Похований на колишньому Троїцькому цвинтарі, могила була загублена, в 1980 році на ймовірному місці поховання встановлено пам'ятник.

## Нагороди
- Орден святої Анни 4 ступеня.
- Орден святої Анни 2 ступеня.
- Алмазни знаки ордена святої Анни 2 ступеня.
- Орден святого Володимира 4 ступеня з бантом.
- Золота шпага за хоробрість.